# Puchar Europy Zdobywczyń Pucharów siatkarek (1991/1992)
Puchar Europy Zdobywczyń Pucharów 1991/1992 – 20. sezon turnieju rozgrywanego od 1978 roku, organizowanego przez Europejską Konfederację Piłki Siatkowej (CEV) w ramach europejskich pucharów dla żeńskich klubowych zespołów siatkarskich "starego kontynentu".

## Drużyny uczestniczące
- Fyllingen Bergen Bsi
- Brother Martinus Amstelveen
- Ponsi Korian
- Kralovopolska Brno
- Montana Luzern
- Sirio Perugia
- Wüstenrot Salzburg
- Olympiakos Neapoleos Nikozja
- Eczacıbaşı Stambuł
- Hakiryatim Kiryat Haim
- CV Tenerife
- Paloma Branik Maribor
- Holte IF
- Czarni Słupsk
- Dames Temse
- VBC Riom
- Ionikos Ateny
- Leixoes Matosinhos
- USC Münster
- Orbita Zaporoże
- ADK Ałma-Ata
- Schweriner SC
- Rapid Bukareszt
- Vasas SC
- Lewski-Spartak Sofia

## Rozgrywki

### Runda wstępna
| Data       | Drużyna 1            | Wynik | Drużyna 2                    | Sety                      |
| ---------- | -------------------- | ----- | ---------------------------- | ------------------------- |
| 02.11.1991 | Fyllingen Bergen Bsi | 0:3   | Brother Martinus Amstelveen  | 11:15, 1:15, 12:15        |
| 09.11.1991 | Fyllingen Bergen Bsi | 0:3   | Brother Martinus Amstelveen  | 5:15, 3:15, 8:15          |
| 02.11.1991 | Ponsi Korian         | 3:0   | Kralovopolska Brno           | 15:11, 15:9, 15:9         |
| 09.11.1991 | Ponsi Korian         | 0:3   | Kralovopolska Brno           | 13:15, 2:15, 6:15         |
| 02.11.1991 | Montana Luzern       | 0:3   | Sirio Perugia US             | 4:15, 7:15, 6:15          |
| 09.11.1991 | Montana Luzern       | 0:3   | Sirio Perugia US             | 2:15, 2:15, 4:15          |
| 02.11.1991 | Wüstenrot Salzburg   | 3:0   | Olympiakos Neapoleos Nikozja | 15:3, 15:2, 15:1          |
| 09.11.1991 | Wüstenrot Salzburg   | 3:0   | Olympiakos Neapoleos Nikozja | 15:7, 15:3, 15:7          |
| 02.11.1991 | Eczacıbaşı Stambuł   | 3:0   | Hakiryatim Kiryat Haim       | 15:2, 15:2, 15:6          |
| 09.11.1991 | Eczacıbaşı Stambuł   | 3:0   | Hakiryatim Kiryat Haim       | 15:0, 15:8, 15:2          |
| 02.11.1991 | CV Tenerife          | 3:0   | Paloma Branik Maribor        | 15:12, 15:2, 15:10        |
| 09.11.1991 | CV Tenerife          | 3:0   | Paloma Branik Maribor        | 15:9, 15:12, 15:12        |
| 02.11.1991 | Holte IF             | 0:3   | Czarni Słupsk                | 15 14:15, 16:17           |
| 09.11.1991 | Holte IF             | 0:3   | Czarni Słupsk                | 2:15, 9:15, 2:15          |
| 02.11.1991 | Dames Temse          | 0:3   | VBC Riom                     | 8:15, 6:15, 3:15          |
| 09.11.1991 | Dames Temse          | 0:3   | VBC Riom                     | 10:15, 9:15, 16:17        |
| 02.11.1991 | Ionikos Ateny        | 1:3   | Leixoes Matosinhos           | 3:15, 13:15, 15:11, 12:15 |
| 09.11.1991 | Ionikos Ateny        | 0:3   | Leixoes Matosinhos           | 7:15, 7:15, 7:15          |

### 1/8 finału
| Data       | Drużyna 1                   | Wynik | Drużyna 2          | Sety                            |
| ---------- | --------------------------- | ----- | ------------------ | ------------------------------- |
| 07.12.1991 | Kralovopolska Brno          | 0:3   | USC Münster        | 8:15, 2:15, 6:15                |
| 14.12.1991 | Kralovopolska Brno          | 0:3   | USC Münster        | 5:15, 8:15, 13:15               |
|            | Brother Martinus Amstelveen | 3:0   | Orbita Zaporoże    | walkower                        |
| 07.12.1991 | Sirio Perugia US            | 3:0   | Wüstenrot Salzburg | 15:4, 15:1, 15:0                |
| 14.12.1991 | Sirio Perugia US            | 3:0   | Wüstenrot Salzburg | 15:6, 15:8, 15:7                |
| 07.12.1991 | Eczacıbaşı Stambuł          | 1:3   | ADK Ałma-Ata       | 15:11, 11:15, 8:15, 12:15       |
| 14.12.1991 | Eczacıbaşı Stambuł          | 1:3   | ADK Ałma-Ata       | 2:15, 5:15, 15:6, 7:15          |
| 07.12.1991 | CV Tenerife                 | 1:3   | Schweriner SC      | 7:15, 5:15, 16:14, 4:15         |
| 14.12.1991 | CV Tenerife                 | 2:3   | Schweriner SC      | 7:15, 15:10, 15:11, 5:15, 10:15 |
| 07.12.1991 | Rapid Bukareszt             | 3:1   | Vasas Budapeszt    | 15:4, 10:15, 15:8, 15:3         |
| 14.12.1991 | Rapid Bukareszt             | 3:0   | Vasas Budapeszt    | 15:6, 15:13, 15:5               |
| 07.12.1991 | VBC Riom                    | 1:3   | Czarni Słupsk      | 11:15, 15:10, 5:15, 8:15        |
| 14.12.1991 | VBC Riom                    | 1:3   | Czarni Słupsk      | 15:11, 8:15, 12:15, 5:15        |
| 07.12.1991 | Lewski-Spartak Sofia        | 3:0   | Leixoes Matosinhos | 15:10, 15:12, 15:6              |
| 14.12.1991 | Lewski-Spartak Sofia        | 3:0   | Leixoes Matosinhos | 15:12, 15:8, 15:7               |

### Ćwierćfinał
| Data       | Drużyna 1                   | Wynik | Drużyna 2       | Sety                            |
| ---------- | --------------------------- | ----- | --------------- | ------------------------------- |
| 15.01.1992 | Brother Martinus Amstelveen | 0:3   | USC Münster     | 12:15, 9:15, 11:15              |
| 22.01.1992 | Brother Martinus Amstelveen | 1:3   | USC Münster     | 17:16, 16:17, 7:15, 1:15        |
| 15.01.1992 | Sirio Perugia US            | 2:3   | ADK Ałma-Ata    | 5:15, 16:14, 14:16, 15:6, 7:15  |
| 22.01.1992 | Sirio Perugia US            | 3:1   | ADK Ałma-Ata    | 10:15, 15:12, 15:11, 15:11      |
| 15.01.1992 | Schweriner SC               | 3:0   | Rapid Bukareszt | 15:6, 15:7, 15:6                |
| 22.01.1992 | Schweriner SC               | 0:3   | Rapid Bukareszt | 4:15, 9:15, 12:15               |
| 15.01.1992 | Lewski-Spartak Sofia        | 3:2   | Czarni Słupsk   | 17:16, 15:4, 15:17, 12:15, 15:8 |
| 22.01.1992 | Lewski-Spartak Sofia        | 0:3   | Czarni Słupsk   | 7:15, 10:15, 8:15               |

### Turniej finałowy
Münster

#### Mecze o rozstawienie
| Data       | Drużyna 1        | Wynik | Drużyna 2     | Sety                     |
| ---------- | ---------------- | ----- | ------------- | ------------------------ |
| 15.02.1992 | USC Münster      | 3:1   | Schweriner SC | 15:9, 12:15, 9:15, 15:10 |
| 15.02.1992 | US Sirio Perugia | 3:1   | Czarni Słupsk | 10:15, 15:2, 15:11, 15:8 |

#### Półfinał
| Data       | Drużyna 1        | Wynik | Drużyna 2     | Sety             |
| ---------- | ---------------- | ----- | ------------- | ---------------- |
| 16.02.1992 | USC Münster      | 3:0   | Czarni Słupsk | 15:7, 15:6, 15:7 |
| 16.02.1992 | US Sirio Perugia | 3:0   | Schweriner SC | 15:1, 15:3, 15:1 |

#### Mecz o 3. miejsce
| Data       | Drużyna 1     | Wynik | Drużyna 2     | Sety                          |
| ---------- | ------------- | ----- | ------------- | ----------------------------- |
| 17.02.1992 | Schweriner SC | 3:2   | Czarni Słupsk | 15:9, 15:13, 5:15, 5:15, 15:7 |

#### Finał
| Data       | Drużyna 1   | Wynik | Drużyna 2        | Sety                            |
| ---------- | ----------- | ----- | ---------------- | ------------------------------- |
| 17.02.1992 | USC Münster | 3:2   | US Sirio Perugia | 15:9, 13:15, 15:8, 10:15, 15:11 |

## Klasyfikacja końcowa
| Miejsce | Drużyna       |
| ------- | ------------- |
| złoto   | USC Münster   |
| srebro  | Sirio Perugia |
| brąz    | Schweriner SC |
| 4.      | Czarni Słupsk |